# Kérim Véliyev
Kérim Véliyev (en azéri : Kərim Tofiq oğlu Vəliyev ; né en 1961 à Bakou) est un chef militaire azerbaïdjanais, premier vice-ministre de la Défense de la République d'Azerbaïdjan, chef d'état-major général des forces armées de la République d'Azerbaïdjan, colonel général.

## Biographie
De 1982 à 1990, Kérim Véliyev sert dans les forces armées de l'URSS en tant que commandant de peloton de cadets, chef adjoint du département de la formation, assistant principal du chef du département de la formation. De 1990 à 1994, il étudie à l'Académie militaire Frunze de Moscou.
Depuis 1992, Kerim Veliyev sert dans les forces armées de la République d'Azerbaïdjan. Au cours des années de service, il occupe les postes de chef adjoint du département de la formation, commandant adjoint de brigade, commandant de brigade, commandant adjoint du front, vice-ministre de la défense pour les opérations de combat, commandant d'une formation militaire, chef du centre scientifique militaire, chef du département de la stratégie militaire de planification de la défense.
Kerim Veliyev participe aux opérations militaires pour la souveraineté et l'intégrité territoriale de la République d'Azerbaïdjan.
Le 23 juillet 2021, par ordre du président de la République d'Azerbaïdjan, il est nommé premier vice-ministre de la Défense de la République d'Azerbaïdjan - chef d'état-major général de l'armée azerbaïdjanaise.

## Décorations
- Ordre du drapeau azerbaïdjanais en 1994,
- Pour la Médaille de la Patrie en 2005,
- Pour la Médaille du mérite militaire en 2012,
- Ordre de Zafar en 2020[3].